# پیمان عارفی
امیررضا عارفی هم‌چنین مشهور با نام پیمان، زندانی سیاسی تبعیدی متهم به عضویت در انجمن پادشاهی ایران و ارتباط‌گیری با فرود فولادوند است. او ابتدا به جرم «محاربه» به اعدام و در دادگاه تجدید نظر به ۱۵ سال زندان هم‌راه با تبعید محکوم شد.

## دستگیری و محاکمه
پیمان عارفی دو ماه قبل از انتخابات ریاست‌جمهوری ایران در سال ۱۳۸۸ به هم‌راه همسرش زیبا (زینب) صادق‌زاده به اتهام هواداری از انجمن پادشاهی ایران دستگیر شد.
پیمان عارفی در شعبه ۱۵ دادگاه انقلاب، به هم‌راه دیگر متهمان پرونده کودتای مخملی (دستگیرشدگان بعد از انتخابات)، به عنوان یکی از معترضان انتخاباتی که در صدد انجام اقدامات مسلحانه علیه حکومت بوده، مورد محاکمه قرار گرفت و دادگاه به ریاست قاضی صلواتی وی را در «۱۱ بند» از جمله «تلاش برای انفجار بمب در چند نقطه تهران و طراحی بمب‌های قوی برای منفجر کردن شعبه‌های اخذ رای»، مجرم و او را «محارب» شناخته و به اعدام محکوم کرد.
از آن‌جایی که وی در زمان دریافت حکم اعدام، ۲۱ سال داشت، این حکم باعث انتقادهایی بین‌المللی از جمله در کمیسیون حقوق بشر شد. محمد مصطفایی وکالت از پیمان عارفی را برعهده داشت.

## دادگاه تجدید نظر
در شعبه ۳۶ دادگاه تجدید نظر، حکم وی به ۱۵ سال زندان هم‌راه با تبعید کاهش یافت. وی برای طی حکم زندانش به زندان مسجد سلیمان فرستاده شد.
وکالت پیمان عارفی در دادگاه تجدید نظر بر عهده محمد مصطفایی و محمدحسین آقاسی بود.

## اعدام پسرعمه
پیمان عارفی، پسر عمه آرش رحمانی‌پور است که در بهمن سال ۱۳۸۸ به هم‌راه محمدرضا علی‌زمانی به اتهام عضویت در انجمن پادشاهی ایران اعدام شدند.

## کشته‌شدن مادر و همسر
در تاریخ ۱۷ دسامبر ۲۰۱۳ میلادی، ناهید رحمانی و زیبا صادق‌زاده، مادر و همسر پیمان عارفی، در راه بازگشت به تهران از ملاقات با وی در زندان محل تبعیدش، در یک تصادف رانندگی در مسیر «جاده مسجد سلیمان - اندیمشک» درگذشتند.
زیبا صادق‌زاده، قبل از این تصادف که منجر به کشته‌شدنش شد، یک‌بار دیگر نیز در مسیر مسافرت از تهران به مسجد سلیمان جهت ملاقات شوهر دربندش، تصادف کرده بود و از نگرانی همسرش، پیمان عارفی در مورد امکان وقوع سانحه جاده‌ای برای نزدیکانش خبر داده بود.

### «وثیقه میلیاردی» برای شرکت در مراسم خاک‌سپاری
پیمان عارفی با تودیع وثیقه «یک میلیارد تومانی» به مرخصی یک هفته‌ای آمد تا در مراسم خاکسپاری همسر و مادرش شرکت کند. وی تا پیش از این حادثه، ۵ سال را بدون مرخصی در زندان محل تبعیدش گذرانده بود.

### دیگر واکنش‌ها
رضا پهلوی، سخنگوی شورای ملی ایران با صدور بیانیه‌ای حادثه درگذشت مادر و همسر پیمان عارفی را به او تسلیت گفت و برای بازماندگان‌شان صبر و شکیبایی آرزو کرد.